# Constantin Pecqueur
Constantin Nicolas Séraphin Pecqueur (* 26. Oktober 1801 in Arleux; † 17. Dezember 1887 in Taverny) war ein französischer Wirtschaftswissenschaftler und Publizist.
Pecqueur wurde als Sohn eines Steuereinziehers geboren. Bis zum Jahr 1818 besuchte er das Gymnasium in Douai. Offenbar genoss er keine akademische Ausbildung, sondern eignete sich als Autodidakt Wissen auf vielen Feldern an und gewann Preise bei mehreren wissenschaftlichen Schreibwettbewerben.
Von 1829 an arbeitete Pecqueur in Paris als Journalist, zunächst vor allem für Le Globe, die Tageszeitung der frühsozialistischen Denkrichtung der Saint-Simonisten. Etwa 1831 wandte er sich den Lehren des anders gelagerten Frühsozialisten Charles Fourier zu und arbeitete für die Zeitungen dieser Denkrichtung, La Réforme industrielle und Revue du progrès social. Pecqueur stimmte aber mit beiden Richtungen nicht vollständig überein und lehnte vor allem den jeweils dogmatisch-religiösen Charakter ab.
Um das Jahr 1836 herum gab er den politischen Journalismus auf und wandte sich vom Sozialismus kommend eher liberalen ökonomischen Ideen zu. Diese entwickelte er erneut in Beiträgen zu Akademiewettbewerben und in Denkschriften.
1844 wechselte er wieder in den Journalismus und schrieb für verschiedene Zeitschriften sowie für Enzyklopädien. Nach der Februarrevolution 1848 wurde er in eine staatliche Kommission unter Louis Blanc berufen, die soziale Reformen vorbereitete, darunter die Vergesellschaftung verschiedener Unternehmen. Allerdings wurde wenig davon umgesetzt. Blanc verschaffte ihm auch eine Stelle als Bibliothekar der Verfassunggebenden Nationalversammlung. 1849 war Pecqueur Herausgeber der Zeitschrift Le salut du peuple. Journal de la science sociale, von der sechs Ausgaben erschienen. Als Reaktion auf den Staatsstreich vom 2. Dezember 1851 legte er sein Amt als Bibliothekar nieder und zog sich nach Ville-d’Avray zurück. Die dort geschriebenen Werke zu philosophischen, moralischen und politischen Themen wurden kaum noch veröffentlicht. Während des Deutsch-Französischer Kriegs besetzten deutsche Soldaten sein Haus und vernichteten einen großen Teil der unveröffentlichten Schriften und des Briefwechsels von Pecqueur.
In der Dritten Republik wirkte er für weitere sieben Jahre als Bibliothekar der Nationalversammlung.

## Werk
Vor allem von 1842 bis 1844 veröffentlichte Pecquer einflussreiche Schriften, die den Historischen Materialismus vertraten und eine vom Staat gesteuerte kollektivistische Wirtschaftsform entwarfen. Karl Marx hatte Pecqueur gelesen. Unklar ist, welchen Einfluss dessen Schriften auf Marx’ Werk nahmen.
Pecqueur vertrat außerdem den Gedanken einer europäischen Vereinigung. Dabei war für ihn eine koordinierte und gemeinsame Wirtschaftspolitik aber nur ein Aspekt. Vor allem sollten Presse, Bildung und gesellschaftliche Vereinigungen den Frieden zwischen den Nationen propagieren und internationale Kongresse zwischen den Staaten diesen auf allen Politikfeldern umsetzen.